# Sammy Betancourt
Samuel Betancourt Fernández, detto Sammy (San Juan, 22 febbraio 1944), è un ex cestista portoricano.

## Carriera
Con Porto Rico ha disputato i Giochi panamericani di Città del Messico 1975.